# Otrar
Otrar sau Utrar (în kazahă Отырар, Otyrar), numit și Farab, este un oraș fantomă din Asia Centrală care a fost un oraș situat de-a lungul drumului mătăsii din Kazahstan. Otrar a fost un oraș important din istoria Asiei Centrale, situat la granițele civilizațiilor nemigratoare și agricole. A fost centrul unei mari oaze și al unui district politic, conducând un punct cheie care leagă Kazahstanul cu China, Europa, Orientul Apropiat și Mijlociu, Siberia și Ural. 

## Nume
Primul stat cunoscut din regiune a fost cunoscut de cercetătorii chinezi sub numele de Kangju, care era centrat pe Syr Darya (cunoscut și sub numele de râul Kang). Kangju a existat din secolul I î.Hr. până în secolul al V-lea d.Hr. Capitala sa se presupune că se afla în apropiere de Bityan. După ce a fost supus mai multor valuri diferite de invadatori, Kangju s-a prăbușit în mai multe state independente situate în principal pe valea Syr Darya și afluenții săi, Keles și Atysi. Oamenii săi s-au turcificat, devenind cunoscuți sub numele de Kangari (Kankali).     